# Otton II de Chiny
Pour les articles homonymes, voir Otton de Chiny.
Otton II de Chiny, mort après 1131, fut comte de Chiny. Il était fils d'Arnoul Ier, comte de Chiny, et d'Adélaïs de Ramerupt-Roucy.
Il succéda à son père en 1106 et acheva en 1134 la construction de l'abbaye d'Orval que son père avait entrepris en 1070. Il y installa alors des chanoines. L'installation d'une communauté cistercienne à Orval en 1131 marque sa dernière apparition dans les actes.

## Mariage et enfants
Il avait épousé Adélaïs, fille d'Albert III, comte de Namur et d'Ida de Saxe (veuve de Frédéric de Basse-Lotharingie), qui donna naissance à :
- Hugues, probablement mort jeune ;
- Albert Ier, comte de Chiny ;
- Frédéric, prévôt à Reims en 1120 ;
- Albéron II, princier de Metz, puis évêque de Liège ;
- Eustache[1], avoué de Hesbaye ;
- Ida (?)[2], mariée à Godefroid Ier, comte de Louvain ;
- Oda (?)[3], mariée à Gislebert de Duras (en).